# 毛果草
毛果草（学名：Lasiocaryum densiflorum）是紫草科毛果草属的植物。分布在巴基斯坦、克什米尔、锡金、不丹以及中国大陆的四川、西藏等地，生长于海拔4,000米至4,500米的地区，多生在山坡和石坡，目前尚未由人工引种栽培。